# Zuoyunlong
Zuoyunlong huangi
Genre
Espèce
Zuoyunlong est un genre éteint de dinosaures herbivores ornithopodes de la super-famille des Hadrosauroidea qui vivait au Cénomanien (Crétacé supérieur), il y a environ 95 millions d'années. Les restes fossiles de Zuoyunlong ont été retrouvés dans le xian de Zuoyun de la province chinoise du Shanxi.
Une seule espèce est rattachée au genre : Zuoyunlong huangi, décrite en 2016 par Run-Fu Wang et ses collègues.

## Étymologie
Le nom de genre Zuoyunlong est composé du nom du district Zuoyun où a été trouvé le fossile et du mot chinois long, « dragon », pour donner « dragon du Zuoyun ». Le nom d'espèce huangi honore le paléontologue chinois Huang Weilong.

## Découverte
L'holotype, SXMG V 00 004, a été trouvé par l'équipe de la Commission géologique régionale du Shanxi dans une couche de la formation de Zhumapu datée du Cénomanien, 95 millions d'années. Il se compose de deux os de la moitié droite du bassin, un ilion et un ischion partiels.

## Description
La caractéristique unique dérivée, ou autapomorphie, ayant permis la création de ce taxon est basée sur la forme de l'ilion de l'animal, dont la partie arrière est deux fois plus petite que la longueur du corps principal. Cet ilion a une longueur préservée de 62 centimètres, ce qui a permis d'estimer la longueur totale de l'animal à environ 8 mètres. 